# Liverpool Lime Street
Liverpool Lime Street – stacja kolejowa w Liverpoolu, w Anglii. Posiada 6 peronów (i jeden pod ziemią) i obsługuje 11,141 mln pasażerów rocznie.